# Alphonse Kirchhoffer
Simon Alphonse Kirchhoffer (født 19. december 1873 i Paris, død 30. juni 1913 smst) var en fransk fægter som deltog i OL 1900 i Paris. 
Kirchhoffer vandt en sølvmedalje i fægtning under OL 1900 i Paris. Han kom på en andenplads i fleuret for fægtemestre efter landsmanden Lucien Mérignac.